# 2. československá fotbalová liga 1967/1968
V soubojích 36. ročníku druhé nejvyšší fotbalové soutěže – 2. československé fotbalové ligy 1967/68 – se utkalo 28 mužstev ve dvou skupinách po 14 účastnících každý s každým dvoukolovým systémem podzim–jaro. Tento ročník začal v pátek 11. srpna 1967 ve Vítkovicích zápasem domácího VŽKG Ostrava se Spartakem Považská Bystrica (hosté vyhráli 2:1) a skončil v sobotu 22. června 1968.

## Skupina A
| Poř. | Tým                           | Z  | V  | R | P  | VG | OG | B  |
| ---- | ----------------------------- | -- | -- | - | -- | -- | -- | -- |
| 1.   | TJ VCHZ Pardubice             | 26 | 17 | 3 | 6  | 50 | 20 | 37 |
| 2.   | TJ Spartak Vlašim             | 26 | 16 | 5 | 5  | 56 | 24 | 37 |
| 3.   | TJ Spartak Hradec Králové (S) | 26 | 12 | 9 | 5  | 38 | 24 | 33 |
| 4.   | AS Dukla Praha „B“            | 26 | 12 | 7 | 7  | 42 | 26 | 31 |
| 5.   | TJ Sparta ČKD Praha „B“       | 26 | 12 | 5 | 9  | 37 | 28 | 29 |
| 6.   | TJ LIAZ Jablonec nad Nisou    | 26 | 10 | 9 | 7  | 38 | 31 | 29 |
| 7.   | TJ VTŽ Chomutov (N)           | 26 | 11 | 6 | 9  | 34 | 34 | 28 |
| 8.   | TJ Baník Most                 | 26 | 9  | 9 | 8  | 33 | 24 | 27 |
| 9.   | TJ SONP Kladno                | 26 | 9  | 8 | 9  | 39 | 35 | 26 |
| 10.  | VTJ Dukla Hraničář Cheb       | 26 | 9  | 5 | 12 | 29 | 40 | 23 |
| 11.  | TJ Viktoria Žižkov            | 26 | 8  | 4 | 14 | 31 | 45 | 20 |
| 12.  | TJ Slavia Karlovy Vary (N)    | 26 | 6  | 8 | 12 | 24 | 40 | 20 |
| 13.  | TJ Škoda Mladá Boleslav (N)   | 26 | 5  | 3 | 18 | 23 | 62 | 13 |
| 14.  | TJ Spartak Čelákovice         | 26 | 4  | 3 | 19 | 22 | 61 | 11 |

Poznámky:
- Z = Odehrané zápasy; V = Vítězství; R = Remízy; P = Prohry; VG = Vstřelené góly; OG = Obdržené góly; B = Body; (N) = Nováček (postoupivší z nižší soutěže); (S) = Sestoupivší z vyšší soutěže

|  | Postup do I. čs. fotbalové ligy 1968/69 |
|  | Sestup do Divize A 1968/1969            |
|  | Sestup do Divize B 1968/1969            |
|  | Sestup do Divize C 1968/1969            |

## Skupina B
| Poř. | Tým                                | Z  | V  | R | P  | VG | OG | B  |
| ---- | ---------------------------------- | -- | -- | - | -- | -- | -- | -- |
| 1.   | AS Dukla Banská Bystrica (N)       | 26 | 15 | 6 | 5  | 43 | 16 | 38 |
| 2.   | TJ Tatran Prešov                   | 26 | 15 | 4 | 7  | 52 | 23 | 34 |
| 3.   | TJ VŽKG Ostrava                    | 26 | 14 | 2 | 10 | 34 | 27 | 30 |
| 4.   | TJ ZVL Považská Bystrica           | 26 | 10 | 7 | 9  | 52 | 23 | 27 |
| 5.   | AC Nitra                           | 26 | 11 | 5 | 10 | 33 | 38 | 27 |
| 6.   | TJ Spartak ZJŠ Brno (S)            | 26 | 11 | 4 | 11 | 43 | 34 | 26 |
| 7.   | TJ Zemplín Vihorlat Michalovce     | 26 | 11 | 4 | 11 | 38 | 40 | 26 |
| 8.   | TJ Gottwaldov                      | 26 | 11 | 3 | 12 | 34 | 40 | 25 |
| 9.   | TJ Partizán Bardejov               | 26 | 11 | 3 | 12 | 27 | 35 | 25 |
| 10.  | TJ TŽ Třinec                       | 26 | 10 | 4 | 12 | 36 | 40 | 24 |
| 11.  | TJ Lokomotíva Spišská Nová Ves     | 26 | 8  | 8 | 10 | 32 | 38 | 24 |
| 12.  | TJ Slovan CHZJD Bratislava „B“ (N) | 26 | 9  | 6 | 11 | 31 | 46 | 24 |
| 13.  | TJ Baník Ostrava OKD „B“ (N)       | 26 | 9  | 4 | 13 | 33 | 43 | 22 |
| 14.  | TJ Baník Prievidza                 | 26 | 5  | 4 | 17 | 36 | 60 | 14 |

Poznámky:
- Z = Odehrané zápasy; V = Vítězství; R = Remízy; P = Prohry; VG = Vstřelené góly; OG = Obdržené góly; B = Body; (N) = Nováček (postoupivší z nižší soutěže); (S) = Sestoupivší z vyšší soutěže

|  | Postup do I. čs. fotbalové ligy 1968/69 |
|  | Sestup do Divize D 1968/1969            |
|  | Sestup do Divize E 1968/69              |